# Liga de Campeones de fútbol sala de la UEFA 2022-23
La Liga de Campeones de fútbol sala de la UEFA 2022-23 fue la 37ª edición del máximo torneo de clubes de fútbol sala y la 5.ª bajo el nombre de Liga de Campeones de fútbol sala de la UEFA.
El torneo empezó el 24 de agosto de 2022 con los primeros partidos de la Ronda Preliminar y terminó el 7 de mayo de 2023 con la Fase Final.

## Formato
El torneo consta de cuatro rondas: Ronda Preliminar, Ronda Principal, Ronda Élite y Ronda Final.
La primera en jugarse es la Ronda Preliminar, donde en función del número de participantes, los equipos con menor clasificación pasan a disputar mini-torneos de tres o cuatro equipos bajo el sistema de liga que tienen lugar al inicio de la temporada. Cada mini-torneo lo acoge uno de los equipos que participa y cada conjunto juega ante los otros siendo el vencedor del grupo el que pasa a la siguiente ronda.
En la Ronda Principal, los ganadores de la ronda preliminar se unen al resto de participantes excepto a los cuatro conjuntos con una mejor clasificación, que entran en competición en la ronda élite. Los clubes se dividen en seis grupos de cuatro equipos y los mini-torneos vuelven a disputarse en una sede pero esta vez avanzan a la siguiente ronda los dos mejores de cada grupo.
En la Ronda Élite, los 12 equipos que provienen de la ronda principal se unen a los cuatro cabeza de serie y se forman cuatro grupos de cuatro equipos. Los ganadores de los mini-torneos, que se disputan en otoño, pasan a la fase final.
Los cuatro clasificados juegan la fase final y la sede es escogida entre los participantes en dicha fase. El torneo se juega en formato eliminatorio con las semifinales dos días antes de la final y el partido por el tercer puesto. Si el partido por el tercer y cuarto puesto acaba en empate tras los 40 minutos se irá directamente a los penaltis. En el resto de los partidos, se jugarán diez minutos de prórroga.

## Equipos participantes
La federación rusa fue excluida debido a la invasión rusa de Ucrania.Las tres primeras naciones de la clasificación, es decir, Portugal, España y Kazajistán, tienen derecho a inscribir dos equipos. Dado que el poseedor del trofeo pertenece a una de estas federaciones, Croacia, cuarto en la clasificación, también obtiene esta ventaja. Sus ocho representantes, se encuentran entre los 23 equipos con los coeficientes más altos y comienzan directamente desde la Ronda Principal. Los otros 32 parten de la ronda preliminar. Compiten 52 federaciones, una más que en la pasada edición.

### Ranking de asociaciones
Para la Liga de Campeones de fútbol sala de la UEFA 2022-23, el número de plazas de las diferentes asociaciones es asignado según su Coeficiente UEFA futsal de selecciones nacionales.
| Posición | Asociación           | Coef.    | Equipos |
| -------- | -------------------- | -------- | ------- |
| 1        | Portugal             | 2693,758 | 2       |
| 2        | Rusia                | 2547,159 | 0       |
| 3        | España               | 2488,909 | 2       |
| 4        | Kazajistán           | 2367,187 | 2       |
| 5        | Croacia              | 2051,042 | 2       |
| 6        | Serbia               | 2050,143 | 1       |
| 7        | Azerbaiyán           | 2015,589 | 1       |
| 8        | Ucrania              | 2009,816 | 1       |
| 9        | Italia               | 1934,516 | 1       |
| 10       | Rep. Checa           | 1887,536 | 1       |
| 11       | Georgia              | 1871,616 | 1       |
| 12       | Finlandia            | 1854,372 | 1       |
| 13       | Eslovaquia           | 1847,970 | 1       |
| 14       | Eslovenia            | 1841,333 | 1       |
| 15       | Bosnia y Herzegovina | 1837,207 | 1       |
| 16       | Polonia              | 1781,027 | 1       |
| 17       | Rumanía              | 1738,151 | 1       |
| 18       | Países Bajos         | 1686,516 | 1       |
| 19       | Bielorrusia          | 1646,403 | 1       |

| Posición | Asociación          | Coef.    | Equipos |
| -------- | ------------------- | -------- | ------- |
| 20       | Hungría             | 1637,232 | 1       |
| 21       | Francia             | 1615,979 | 1       |
| 22       | Bélgica             | 1607,692 | 1       |
| 23       | Letonia             | 1464,140 | 1       |
| 24       | Macedonia del Norte | 1449,976 | 1       |
| 25       | Moldavia            | 1419,922 | 1       |
| 26       | Montenegro          | 1321,596 | 1       |
| 27       | Albania             | 1299,617 | 1       |
| 28       | Kosovo              | 1264,428 | 1       |
| 29       | Turquía             | 1257,736 | 1       |
| 30       | Noruega             | 1255,233 | 1       |
| 31       | Dinamarca           | 1236,240 | 1       |
| 32       | Suecia              | 1235,426 | 1       |
| 33       | Armenia             | 1217,145 | 1       |
| 34       | Inglaterra          | 1204,183 | 1       |
| 35       | Alemania            | 1188,549 | 1       |
| 36       | Grecia              | 1155,396 | 1       |
| 37       | Israel              | 1142,105 | 1       |
| 38       | Suiza               | 1098,903 | 1       |

| Posición | Asociación        | Coef.    | Equipos |
| -------- | ----------------- | -------- | ------- |
| 39       | Chipre            | 1085,011 | 1       |
| 40       | Bulgaria          | 1063,645 | 1       |
| 41       | Gales             | 1011,432 | 1       |
| 42       | Lituania          | 910,904  | 1       |
| 43       | Andorra           | 910,044  | 1       |
| 44       | San Marino        | 853,043  | 1       |
| 45       | Estonia           | 849,940  | 1       |
| 46       | Malta             | 837,308  | 1       |
| 47       | Escocia           | 816,083  | 1       |
| 48       | Gibraltar         | 780,661  | 1       |
| 49       | Austria           | 728.018  | 1       |
| 50       | Irlanda del Norte | 724,015  | 1       |
| (NR)     | Irlanda           | --       | 1       |
| (NR)     | Islandia          | --       | 1       |
| (NR)     | Luxemburgo        | --       | 1       |
| (NR)     | Islas Feroe       | --       | DNE     |
| (NR)     | Liechtenstein     | --       | DNE     |

Notas
- (DNE) - No obtiene ningún equipo participante
- (NR) - Sin posición (la asociación no participó en las competiciones utilizadas para calcular los coeficientes)

Croacia obtiene un equipo extra ya que el FC Barcelona, vigente campeón, pertenece a una de las tres primeras asociaciones.

### Lista de equipos
Lista de equipos por coeficiente UEFA.
| Posición | Equipo               | Coef.  | Ruta |
| -------- | -------------------- | ------ | ---- |
| Campeón  | FC Barcelona         | 79,833 | A    |
| 1        | Sporting de Portugal | 60,166 | A    |
| 2        | SL Benfica           | 44,499 | A    |
| 3        | Palma Futsal         | 34,833 | A    |
| 4        | AFC Kairat           | 26,999 | A    |
| 5        | FK Dobovec           | 19,499 | A    |
| 6        | MFK Urahan           | 14,333 | A    |
| 7        | MFC Ayat             | 14,333 | A    |
| 8        | MNK Novo Vrijeme     | 11,333 | A    |
| 9        | RSC Anderlecht       | 10,500 | A    |
| 10       | Zaalvoetbal Hovocubo | 9,000  | A    |
| 11       | Szombathelyi Haladás | 9,000  | A    |
| 12       | FK Chrudim           | 8,667  | B    |
| 13       | FK Kauno Žalgiris    | 7,500  | B    |
| 14       | MFK Stalìca          | 7,333  | B    |
| 15       | FC Mostar-Stari Grad | 7,000  | B    |
| 16       | CS United Galați     | 7,000  | A    |
| 17       | St. Andrews FC       | 6,500  | A    |
| 18       | MK Pula              | 6,333  | A    |
| 19       | Sporting de París    | 5,583  | A    |
| 20       | FC Liqeni            | 4,500  | B    |
| 21       | FC Shkupi            | 4,334  | B    |
| 22       | Araz Naxçivan        | 4,250  | B    |
| 23       | Feldi Eboli          | 3,833  | B    |

| Posición | Equipo                 | Coef. |
| -------- | ---------------------- | ----- |
| 24       | Kampuksen Dynamo       | 3,750 |
| 25       | Georgians Tbilisi      | 3,500 |
| 26       | Futsal Minerva         | 3,250 |
| 27       | Futsal Gentofte        | 3,250 |
| 28       | FK Lučenec             | 3,250 |
| 29       | Piast Gliwice          | 2,333 |
| 30       | FC Differdange 03      | 2,166 |
| 31       | Yerevan FS             | 2,000 |
| 32       | Doukas SAC             | 1,833 |
| 33       | Stuttgarter FC         | 1,667 |
| 34       | Helvecia FC            | 1,500 |
| 35       | KMF Loznica-Grad       | 1,499 |
| 36       | Fortuna WienerNeustadt | 1,083 |
| 37       | KMF Titograd           | 1,000 |
| 38       | Blue Magic FC          | 0,999 |
| 39       | APOEL de Nicosia       | 0,917 |
| 40       | Örebro SF              | 0,833 |

| Posición | Asociación          | Coef. |
| -------- | ------------------- | ----- |
| 41       | FC Cosmos Tallinn   | 0,750 |
| 42       | BSC Nistru-Chișinău | 0,750 |
| 43       | Riga FC             | 0,500 |
| 44       | KF Tirana           | 0,500 |
| 45       | PYF Saltires        | 0,500 |
| 46       | FC Encamp           | 0,500 |
| 47       | Vesterålen Futsal   | 0,417 |
| 48       | Istanbul Şişli SK   | 0,333 |
| 49       | FC Cardiff          | 0,333 |
| 50       | Technion Haifa      | 0,250 |
| 51       | Amigo Northwest     | 0,166 |
| 52       | Europa FC           | 0,000 |
| 53       | SS Folgore          | 0,000 |
| 54       | Belfast United FC   | 0,000 |
| 55       | Ísbjörninn          | 0,000 |

## Ronda Preliminar

### Grupo A
Sede: Podgorica,  Montenegro
| Equipo           | Pts | PJ | PG | PE | PP | GF | GC | Dif |
| ---------------- | --- | -- | -- | -- | -- | -- | -- | --- |
| Kampuksen Dynamo | 9   | 3  | 3  | 0  | 0  | 30 | 3  | +27 |
| KMF Titograd     | 6   | 3  | 2  | 0  | 1  | 14 | 4  | +10 |
| FC Encamp        | 3   | 3  | 1  | 0  | 2  | 7  | 16 | -9  |
| Ísbjörninn       | 0   | 3  | 0  | 0  | 3  | 3  | 31 | -28 |

### Grupo B
Sede: Wiener Neustadt,  Austria
| Equipo                 | Pts | PJ | PG | PE | PP | GF | GC | Dif |
| ---------------------- | --- | -- | -- | -- | -- | -- | -- | --- |
| Futsal Gentofte        | 7   | 3  | 2  | 1  | 0  | 15 | 8  | +7  |
| Fortuna WienerNeustadt | 6   | 3  | 2  | 0  | 1  | 14 | 6  | +8  |
| Amigo Northwest        | 3   | 3  | 1  | 0  | 2  | 7  | 16 | -9  |
| PYF Saltires           | 1   | 3  | 0  | 1  | 2  | 2  | 8  | -6  |

### Grupo C
Sede: Ereván,  Armenia
| Equipo      | Pts | PJ | PG | PE | PP | GF | GC | Dif |
| ----------- | --- | -- | -- | -- | -- | -- | -- | --- |
| Riga FC     | 6   | 3  | 2  | 0  | 1  | 21 | 12 | +9  |
| Helvecia FC | 6   | 3  | 2  | 0  | 1  | 28 | 14 | +14 |
| Yerevan FS  | 6   | 3  | 2  | 0  | 1  | 25 | 12 | +13 |
| Europa FC   | 0   | 3  | 0  | 0  | 3  | 2  | 8  | -6  |

### Grupo D
Sede: Berna,  Suiza
| Equipo            | Pts | PJ | PG | PE | PP | GF | GC | Dif |
| ----------------- | --- | -- | -- | -- | -- | -- | -- | --- |
| KMF Loznica-Grad  | 9   | 3  | 3  | 0  | 0  | 30 | 6  | +24 |
| Futsal Minerva    | 6   | 3  | 2  | 0  | 1  | 12 | 8  | +4  |
| Vesterålen Futsal | 3   | 3  | 1  | 0  | 2  | 12 | 12 | 0   |
| SS Folgore        | 0   | 3  | 0  | 0  | 3  | 3  | 31 | -28 |

### Grupo E
Sede: Korydallos,  Grecia
| Equipo              | Pts | PJ | PG | PE | PP | GF | GC | Dif |
| ------------------- | --- | -- | -- | -- | -- | -- | -- | --- |
| Piast Gliwice       | 7   | 3  | 2  | 1  | 0  | 12 | 2  | +10 |
| Doukas SAC          | 7   | 3  | 2  | 1  | 0  | 14 | 6  | +8  |
| BSC Nistru-Chișinău | 3   | 3  | 1  | 0  | 2  | 10 | 10 | 0   |
| { Technion Haifa    | 0   | 3  | 0  | 0  | 3  | 2  | 20 | -18 |

### Grupo F
Sede: Kocaeli,  Turquía
| Equipo            | Pts | PJ | PG | PE | PP | GF | GC | Dif |
| ----------------- | --- | -- | -- | -- | -- | -- | -- | --- |
| Örebro SF         | 9   | 3  | 3  | 0  | 0  | 17 | 7  | +10 |
| Georgians Tbilisi | 6   | 3  | 2  | 0  | 1  | 14 | 11 | +3  |
| Stuttgarter FC    | 3   | 3  | 1  | 0  | 2  | 7  | 8  | -1  |
| Istanbul Şişli SK | 0   | 3  | 0  | 0  | 3  | 9  | 21 | -12 |

### Grupo G
Sede: Tirana,  Albania
| Equipo            | Pts | PJ | PG | PE | PP | GF | GC | Dif |
| ----------------- | --- | -- | -- | -- | -- | -- | -- | --- |
| FC Differdange 03 | 9   | 3  | 3  | 0  | 0  | 24 | 4  | +20 |
| KF Tirana         | 6   | 3  | 2  | 0  | 1  | 23 | 6  | +17 |
| APOEL de Nicosia  | 3   | 3  | 1  | 0  | 2  | 10 | 16 | -6  |
| Belfast United FC | 0   | 3  | 0  | 0  | 3  | 4  | 35 | -31 |

### Grupo H
Sede: Tallin,  Estonia
| Equipo            | Pts | PJ | PG | PE | PP | GF | GC | Dif |
| ----------------- | --- | -- | -- | -- | -- | -- | -- | --- |
| FK Lučenec        | 9   | 3  | 3  | 0  | 0  | 13 | 7  | +6  |
| FC Cosmos Tallinn | 6   | 3  | 2  | 0  | 1  | 18 | 8  | +10 |
| Blue Magic FC     | 3   | 3  | 1  | 0  | 2  | 14 | 11 | +3  |
| FC Cardiff        | 0   | 3  | 0  | 0  | 3  | 4  | 23 | -19 |

## Ronda Principal

### Ruta A

#### Grupo 1
Sede: Lučenec,  Eslovaquia
| Equipo            | Pts | PJ | PG | PE | PP | GF | GC | Dif |
| ----------------- | --- | -- | -- | -- | -- | -- | -- | --- |
| Palma Futsal      | 5   | 3  | 1  | 2  | 0  | 15 | 9  | +6  |
| RSC Anderlecht    | 5   | 3  | 1  | 2  | 0  | 8  | 4  | +4  |
| AFC Kairat        | 5   | 3  | 1  | 2  | 0  | 7  | 6  | +1  |
| Sporting de París | 0   | 3  | 0  | 0  | 3  | 7  | 18 | -11 |

#### Grupo 2
Sede: Makarska,  Croacia
| Equipo               | Pts | PJ | PG | PE | PP | GF | GC | Dif |
| -------------------- | --- | -- | -- | -- | -- | -- | -- | --- |
| Sporting de Portugal | 9   | 3  | 3  | 0  | 0  | 19 | 4  | +15 |
| MNK Novo Vrijeme     | 4   | 3  | 1  | 1  | 1  | 4  | 9  | -5  |
| MK Pula              | 3   | 3  | 1  | 0  | 2  | 8  | 9  | -1  |
| MFC Ayat             | 1   | 3  | 0  | 1  | 2  | 5  | 14 | -9  |

#### Grupo 3
Sede: Gżira,  Malta
| Equipo               | Pts | PJ | PG | PE | PP | GF | GC | Dif |
| -------------------- | --- | -- | -- | -- | -- | -- | -- | --- |
| FC Barcelona         | 9   | 3  | 3  | 0  | 0  | 21 | 2  | +19 |
| St. Andrews FC       | 4   | 3  | 1  | 1  | 1  | 7  | 9  | -2  |
| FK Dobovec           | 4   | 3  | 1  | 1  | 1  | 4  | 9  | -5  |
| Zaalvoetbal Hovocubo | 0   | 3  | 0  | 0  | 3  | 2  | 14 | -12 |

#### Grupo 4
Sede: Galați,  Rumania
| Equipo               | Pts | PJ | PG | PE | PP | GF | GC | Dif |
| -------------------- | --- | -- | -- | -- | -- | -- | -- | --- |
| SL Benfica           | 9   | 3  | 3  | 0  | 0  | 15 | 3  | +12 |
| MFK Urahan           | 4   | 3  | 1  | 1  | 1  | 10 | 8  | +2  |
| CS United Galați     | 3   | 3  | 1  | 0  | 2  | 5  | 15 | -10 |
| Szombathelyi Haladás | 1   | 3  | 0  | 1  | 2  | 7  | 11 | -4  |

### Ruta B

#### Grupo 5
Sede: Mostar,  Bosnia y Herzegovina
| Equipo               | Pts | PJ | PG | PE | PP | GF | GC | Dif |
| -------------------- | --- | -- | -- | -- | -- | -- | -- | --- |
| KMF Loznica-Grad     | 9   | 3  | 3  | 0  | 0  | 12 | 5  | +7  |
| FC Mostar-Stari Grad | 6   | 3  | 2  | 0  | 1  | 7  | 6  | +1  |
| Örebro SF            | 3   | 3  | 1  | 0  | 2  | 10 | 11 | -1  |
| Araz Naxçivan        | 0   | 3  | 0  | 0  | 3  | 5  | 12 | -7  |

#### Grupo 6
Sede: Pristina,  Kosovo
| Equipo          | Pts | PJ | PG | PE | PP | GF | GC | Dif |
| --------------- | --- | -- | -- | -- | -- | -- | -- | --- |
| Piast Gliwice   | 9   | 3  | 3  | 0  | 0  | 19 | 4  | +15 |
| MFK Stalìca     | 3   | 3  | 1  | 0  | 2  | 10 | 12 | -2  |
| Futsal Gentofte | 3   | 3  | 1  | 0  | 2  | 7  | 11 | -4  |
| FC Liqeni       | 3   | 3  | 1  | 0  | 2  | 9  | 18 | -9  |

#### Grupo 7
Sede: Prienai,  Lituania
| Equipo            | Pts | PJ | PG | PE | PP | GF | GC | Dif |
| ----------------- | --- | -- | -- | -- | -- | -- | -- | --- |
| Feldi Eboli       | 9   | 3  | 3  | 0  | 0  | 21 | 7  | +14 |
| FK Kauno Žalgiris | 6   | 3  | 2  | 0  | 1  | 13 | 8  | +5  |
| Riga FC           | 3   | 3  | 1  | 0  | 2  | 8  | 17 | -9  |
| Kampuksen Dynamo  | 0   | 3  | 0  | 0  | 3  | 5  | 15 | -10 |

#### Grupo 8
Sede: Skopie,  Macedonia del Norte
| Equipo            | Pts | PJ | PG | PE | PP | GF | GC | Dif |
| ----------------- | --- | -- | -- | -- | -- | -- | -- | --- |
| FK Chrudim        | 7   | 3  | 2  | 1  | 0  | 7  | 3  | +4  |
| FC Differdange 03 | 6   | 3  | 2  | 0  | 1  | 13 | 5  | +8  |
| FK Lučenec        | 4   | 3  | 1  | 1  | 1  | 7  | 5  | +2  |
| FC Shkupi         | 0   | 3  | 0  | 0  | 3  | 2  | 16 | -14 |

## Ronda Élite
| Ronda Principal Ruta A | Ronda Principal Ruta A                    | Ronda Principal Ruta A                       | Ronda Principal Ruta A                                    |
| Grupos                 | Campeones (Posición de Cabeza de Serie 1) | Subcampeones (Posición de Cabeza de Serie 2) | Terceros clasificados (Posición de Cabeza de Serie 3 y 4) |
| ---------------------- | ----------------------------------------- | -------------------------------------------- | --------------------------------------------------------- |
| 1                      | Palma Futsal                              | RSC Anderlecht                               | AFC Kairat                                                |
| 2                      | Sporting de Portugal                      | MNK Novo Vrijeme                             | MK Pula                                                   |
| 3                      | FC Barcelona                              | St. Andrews FC                               | FK Dobovec                                                |
| 4                      | SL Benfica                                | MFK Urahan                                   | CS United Galați                                          |

| Ronda Principal Ruta B | Ronda Principal Ruta B                        |
| Grupos                 | Campeones (Posición de Cabeza de Serie 3 y 4) |
| ---------------------- | --------------------------------------------- |
| 5                      | KMF Loznica-Grad                              |
| 6                      | Piast Gliwice                                 |
| 7                      | Feldi Eboli                                   |
| 8                      | FK Chrudim                                    |

### Grupo A
Sede: Aversa,  Italia
| Equipo               | Pts | PJ | PG | PE | PP | GF | GC | Dif |
| -------------------- | --- | -- | -- | -- | -- | -- | -- | --- |
| Sporting de Portugal | 9   | 3  | 3  | 0  | 0  | 13 | 4  | +9  |
| MFK Urahan           | 6   | 3  | 2  | 0  | 1  | 11 | 9  | +2  |
| Feldi Eboli          | 3   | 3  | 1  | 0  | 2  | 6  | 12 | -6  |
| KMF Loznica-Grad     | 0   | 3  | 0  | 0  | 3  | 3  | 8  | -5  |

### Grupo B
Sede: Palma de Mallorca,  España
| Equipo           | Pts | PJ | PG | PE | PP | GF | GC | Dif |
| ---------------- | --- | -- | -- | -- | -- | -- | -- | --- |
| Palma Futsal     | 9   | 3  | 3  | 0  | 0  | 15 | 3  | +12 |
| Piast Gliwice    | 6   | 3  | 2  | 0  | 1  | 10 | 8  | +2  |
| MNK Novo Vrijeme | 1   | 3  | 0  | 1  | 2  | 3  | 7  | -4  |
| FK Dobovec       | 1   | 3  | 0  | 1  | 2  | 5  | 15 | -10 |

### Grupo C
Sede: Alma Ata,  Kazajistán
| Equipo         | Pts | PJ | PG | PE | PP | GF | GC | Dif |
| -------------- | --- | -- | -- | -- | -- | -- | -- | --- |
| SL Benfica     | 7   | 3  | 2  | 1  | 0  | 11 | 4  | +7  |
| FK Chrudim     | 5   | 3  | 1  | 2  | 0  | 7  | 6  | +1  |
| St. Andrews FC | 2   | 3  | 0  | 2  | 1  | 2  | 8  | -6  |
| AFC Kairat     | 1   | 3  | 0  | 1  | 2  | 2  | 4  | -2  |

### Grupo D
Sede: Pula,  Croacia
| Equipo           | Pts | PJ | PG | PE | PP | GF | GC | Dif |
| ---------------- | --- | -- | -- | -- | -- | -- | -- | --- |
| RSC Anderlecht   | 7   | 3  | 2  | 1  | 0  | 17 | 7  | +10 |
| FC Barcelona     | 7   | 3  | 2  | 1  | 0  | 18 | 9  | +9  |
| MK Pula          | 3   | 3  | 1  | 0  | 2  | 9  | 12 | -3  |
| CS United Galați | 0   | 3  | 0  | 0  | 3  | 4  | 20 | -16 |

## Ronda Final
Sede: Palma de Mallorca,  España
Equipos clasificados:
| Ronda Élite | Ronda Élite          |
| Grupos      | Campeón              |
| ----------- | -------------------- |
| A           | Sporting de Portugal |
| B           | Palma Futsal         |
| C           | SL Benfica           |
| D           | RSC Anderlecht       |

|  | Semifinales          | Semifinales          |       |                   | Final             | Final |  |
|  |                      |                      |       |                   |                   |       |  |
|  |                      |                      |       |                   |                   |       |  |
|  | 5 de mayo de 2023    |                      |       |                   |                   |       |  |
|  | Palma Futsal         | 4                    |       |                   |                   |       |  |
|  | SL Benfica           | 3                    |       |                   |                   |       |  |
|  |                      |                      |       |                   |                   |       |  |
|  |                      |                      |       |                   | 7 de mayo de 2023 |       |  |
|  |                      |                      |       |                   | Palma Futsal      | 1 (5) |  |
|  |                      | Sporting de Portugal | 1 (3) |                   |                   |       |  |
|  |                      |                      |       |                   |                   |       |  |
|  |                      |                      |       |                   |                   |       |  |
|  |                      |                      |       |                   | Tercer lugar      |       |  |
|  | 5 de mayo de 2023    | 5 de mayo de 2023    |       | 7 de mayo de 2023 | 7 de mayo de 2023 |       |  |
|  | Sporting de Portugal | 7                    |       | SL Benfica        | 4                 |       |  |
|  | RSC Anderlecht       | 1                    |       |                   | RSC Anderlecht    | 3     |  |

### Semifinales
| 5 de mayo de 2023, 18:00 | Sporting de Portugal                                                             | 7:1 (6:0) | RSC Anderlecht | Palma Arena, Palma de Mallorca                    |                                                   |
|                          | Cavinato 1' · Tomás Paçó 2' · Merlim 3' · Edu 4' · Hugo Neves 6' 28' · Erick 11' | Reporte   | 25' Jelovčić   | Árbitro(s): Marc Birkett Kamil Çetin Ondřej Černý | Árbitro(s): Marc Birkett Kamil Çetin Ondřej Černý |

| 5 de mayo de 2023, 21:00 | Palma Futsal                            | 4:3 (3:1) | SL Benfica                                         | Palma Arena, Palma de Mallorca                        |                                                       |
|                          | Tayebi 1' 17' · Mancuso 5' · Cainan 21' | Reporte   | 18' Chishkala · 21' Léo Gugiel · 24' Gonçalo Sobra | Árbitro(s): Nikola Jelić Vedran Babic Grigori Ošomkov | Árbitro(s): Nikola Jelić Vedran Babic Grigori Ošomkov |

### 3º y 4º Puesto
| 7 de mayo de 2023, 17:00 | SL Benfica                                      | 4:3 (1:1) | RSC Anderlecht                       | Palma Arena, Palma de Mallorca                        |                                                       |
|                          | Chishkala 5' 23' · Diego Nunes 26' · Arthur 29' | Reporte   | 16' 38' Gréllo · 32' Diego Roncaglio | Árbitro(s): Gábor Kovács Grigori Ošomkov Marc Birkett | Árbitro(s): Gábor Kovács Grigori Ošomkov Marc Birkett |

### Final
| 7 de mayo de 2023, 20:00 | Palma Futsal                                   | 1:1 (1:1,1:0) (t. s.)(5:3 p.) | Sporting de Portugal                          | Palma Arena, Palma de Mallorca                         |                                                        |
|                          | Rivillos 13'                                   | Reporte                       | 32' Zicky                                     | Árbitro(s): Ondřej Černý Cédric Pelissier Nikola Jelić | Árbitro(s): Ondřej Černý Cédric Pelissier Nikola Jelić |
|                          |                                                | Tiros desde el punto penal    |                                               |                                                        |                                                        |
|                          | - Tayebi - Cainan - Marlon - Cleber - Rivillos |                               | - Pany Varela - Cavinato - Tomás Paçó - Erick |                                                        |                                                        |